# Stanča (Słowacja)
Stanča – wieś (obec) na Słowacji położona w kraju koszyckim, w powiecie Trebišov. Pierwsze wzmianki o miejscowości pochodzą z 1290 roku. 
Według danych z dnia 31 grudnia 2012 roku, wieś zamieszkiwały 422 osoby, w tym 221 kobiet i 201 mężczyzn.
W 2001 roku rozkład populacji względem narodowości i przynależności etnicznej wyglądał następująco:
- Słowacy – 95,57%
- Czesi – 0,47%
- Polacy – 0,23%
- Romowie – 3,03%
- Ukraińcy – 0,47%
- Węgrzy – 0,23%

Ze względu na wyznawaną religię struktura mieszkańców kształtowała się w 2001 roku następująco:
- Katolicy rzymscy – 30,77%
- Grekokatolicy – 54,78%
- Ewangelicy – 0,93%
- Prawosławni – 7,23%
- Ateiści – 0,93%
- Nie podano – 0,93%